# Tweseldown Racecourse
Der Tweseldown Racecourse ist eine Pferdesportanlage in Fleet, Hampshire, Vereinigtes Königreich.
Während den Olympischen Sommerspielen 1948 in London diente die Anlage als Austragungsort für den Geländeritt im Modernen Fünfkampf sowie im Vielseitigkeitsreiten.